# 唐松温泉
唐松温泉（からまつおんせん）は、秋田県大仙市にある温泉。

## 泉質
- ナトリウム・カルシウム-硫酸塩泉
  - 泉温　51.3℃
- 子宝の湯とも呼ばれる。

## 温泉地
出羽山地の麓、雄物川支流の船岡川沿いに一軒宿の「からまつ山荘・東兵衛温泉」が存在する。日帰り入浴可能。
周辺は商業施設や民家は皆無。別館にある東兵衛屋敷は、世田谷区にあった日産コンツェルンの創始者である鮎川義介の別宅を移築してきた物である。
別館にある東兵衛屋敷には座敷童子が現れるとされる。

## 歴史
- 1984年（昭和59年）- 「からまつ山荘」が開業。
- 2011年（平成23年）- 「からまつ山荘」が一時閉業。
- 2015年（平成27年）12月　- 「からまつ山荘・東兵衛温泉」に名称を改め、リニューアルオープン。

## アクセス
- JR奥羽本線 羽後境駅から車で約20分。

- 秋田自動車道協和ICから、車で県道28号線・316号線経由、約20km。